# Ante Razov
Ante Razov (Whittier, 2 maart 1974) is een voormalig Amerikaanse voetballer van Kroatische afkomst, die onder meer uitkwam voor Chivas USA in de Amerikaanse Major League Soccer (MLS). Hij speelde 25 interlands (6 goals) voor het Amerikaans voetbalelftal in de periode 1995-2007.
Razov begon zijn professionele voetballoopbaan in 1996 bij LA Galaxy, waarna hij in 1998 zijn loopbaan vervolgde bij Chicago Fire, waar hij in totaal zes seizoenen voetbalde. Tussendoor speelde hij nog een seizoen voor het Spaanse Racing de Ferrol. Na twee seizoenen bij andere MLS-teams, speelt hij sinds 2006 voor Chivas USA, waar hij clubtopscorer aller tijden is.

## Statistieken

### Clubvoetbal
| seizoen     | club              | land             | competitie          | duels | goals |
| ----------- | ----------------- | ---------------- | ------------------- | ----- | ----- |
| 1996        | LA Galaxy         | Verenigde Staten | Major League Soccer | 3     | 1     |
| 1997        | LA Galaxy         | Verenigde Staten | Major League Soccer | 3     | 0     |
| 1998        | Chicago Fire      | Verenigde Staten | Major League Soccer | 30    | 10    |
| 1999        | Chicago Fire      | Verenigde Staten | Major League Soccer | 30    | 14    |
| 2000/01     | Racing de Ferrol  | Spanje           | Segunda División A  | 24    | 18    |
| 2001        | Chicago Fire      | Verenigde Staten | Major League Soccer | 19    | 6     |
| 2002        | Chicago Fire      | Verenigde Staten | Major League Soccer | 7     | 2     |
| 2003        | Chicago Fire      | Verenigde Staten | Major League Soccer | 25    | 13    |
| 2004        | Chicago Fire      | Verenigde Staten | Major League Soccer | 19    | 6     |
| 2005        | Columbus Crew     | Verenigde Staten | Major League Soccer | 7     | 1     |
| 2005        | Red Bull New York | Verenigde Staten | Major League Soccer | 18    | 6     |
| 2006        | Chivas USA        | Verenigde Staten | Major League Soccer | 31    | 24    |
| 2007        | Chivas USA        | Verenigde Staten | Major League Soccer | 26    | 11    |
| 2008        | Chivas USA        | Verenigde Staten | Major League Soccer | 22    | 5     |
| Bijgewerkt: | 06-07-2009        |                  | Totaal              | 264   | 93    |

## Erelijst
- US Open cup 1998, 2000, 2003
- Kampioen met Chicago Fire 1998
- MLS Supporters' Shield 2003